# Zamek w Castleknock
Zamek w Castleknock (ang. Castleknock Castle, irl. Caisleán Cnucha) – zamek wzniesiony w XII wieku przez normandzkiego rycerza Hugh Tyrrela, późniejszego barona Castleknock.
Położony między dwoma wałami ozowymi ciągnącymi się aż od Galway, pozwalał Tyrrelowi kontrolować drogę prowadzącą z zachodu do Dublina. Ruiny zamku znajdują się obecnie na terenie prywatnej szkoły Castleknock College w dublińskiej dzielnicy Castleknock.